# Nigrette à ventre blanc
Nigrita fusconotus
Espèce
Synonymes
Statut de conservation UICN

 LC  : Préoccupation mineure
Statut CITES
La Nigrette à ventre blanc (Nigrita fusconotus) est une espèce de passereau des forêts tropicales d'Afrique appartenant à la famille des Estrildidae.

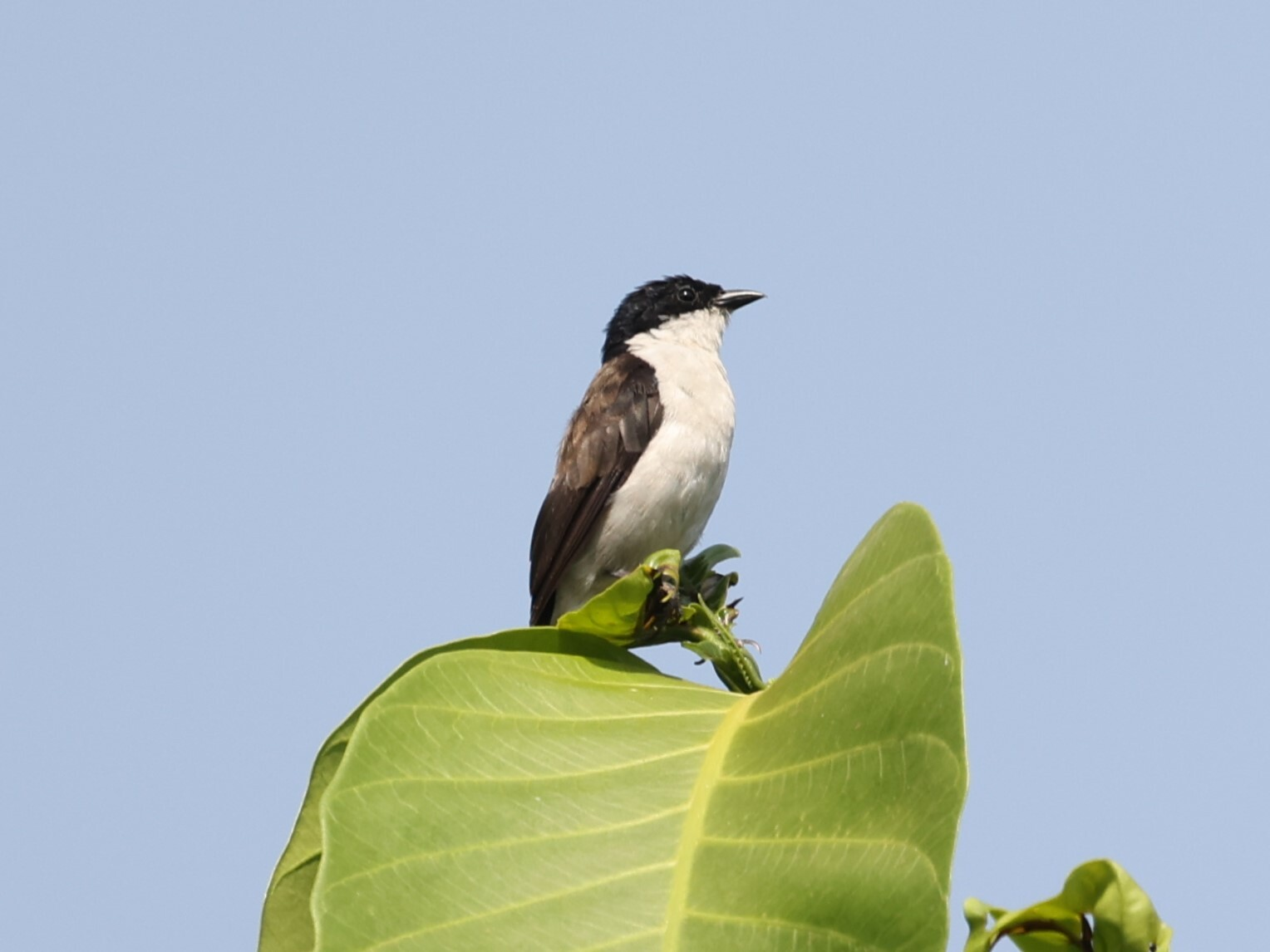
Une nigrette à ventre blanc en Ouganda.